# تبر (فیلم ۱۹۸۶)
تبر (لهستانی: Siekierezada) یک فیلم درام لهستانی به کارگردانی ویتولد لشچینسکی است که در سال ۱۹۸۶ منتشر شد. این فیلم نمایندهٔ کشور لهستان جهت رقابت برای جایزه اسکار بهترین فیلم بین‌المللی در پنجاه و نهمین دوره جوایز اسکار بود که به فهرست نهایی نامزدها راه نیافت.

## گزیدهٔ بازیگران
- ادوارد ژنتارا
- دانیل اولبریخسکی
- لودویک بنوآ
- ویکتور زبوروفسکی
- کشیشتف مایخشاک
- فرانچیشک پیچکا
- یادویگا کوریلوک
- آنا میلفسکا
- یوآنا شینکیویچ
- ماریا چونلیس
- ایگا تسمبرژینسکا
- سیلوستر ماچیفسکی
- یان پاوئو کروک